# Actinernus robustus
Espèce
Actinernus robustus est une espèce de la famille des Actinernidae.

## Systématique
Le nom valide complet (avec auteur) de ce taxon est Actinernus robustus (Hertwig, 1882).
L'espèce a été initialement classée dans le genre Porponia sous le protonyme Porponia robusta Hertwig, 1882.
Actinernus robustus a pour synonyme :
- Porponia robusta Hertwig, 1882

## Publication originale
- Hertwig, R. (1882). Die Actinien der Challenger Expedition. Gustav Fischer. Jena., pp. 119.